# Coleby Lombardo
Pour les articles homonymes, voir Lombardo.
Coleby Lombardo est un enfant acteur américain né le 7 septembre 1978 à Los Angeles, Californie.

## Filmographie
- 1986 : Mr. Gun (Sledge Hammer!) (série télévisée) : Enfant [1]
- 1987 : The Twilight Zone (série télévisée) : Evan Wolfe
- 1986-1987 : Dynastie 2 : Les Colby (The Colbys) (série télévisée) : Scott Cassidy
- 1987 : The Price of Life (Court métrage) : Petit Ned
- 1988 : Les Routes du paradis (Highway to Heaven) (série télévisée) : John Barnett
- 1988 : Heartbeat (série télévisée) : Zach
- 1988 : La Loi de Los Angeles (L.A. Law) (série télévisée) : Alexander Brackman
- 1988 : Hooperman (série télévisée)
- 1989 : Génération Pub (thirtysomething) (série télévisée) : Nicolas
- 1990 : Poochinski (Court métrage) :
- 1990 : La Relève (The Rookie) : Frère du David
- 1991 : Career Opportunities : (voix)
- 1991 : American Playhouse (série télévisée) : Petit Ned
- 1990-1991 : China Beach (China Beach) (série télévisée) : Lanier
- 1991 : Beverly Hills 90210 (Beverly Hills, 90210) (série télévisée) : Felix
- 1992 : Le Rêve de Bobby (Radio Flyer) : Ami #1
- 1992 : The Price She Paid (TV) : RT

## Récompenses et nominations
- 1988: Young Artist Awards - Meilleur acteur invité dans une série télévisée - Nomination